# Zróżnicowane funkcjonowanie pozycji testowej
Zróżnicowane funkcjonowanie pozycji testowej (ang. differential item functioning, w skrócie DIF) – pojęcie z zakresu psychometrii na oznaczenie sytuacji, w której wykonanie przez respondenta zadania w teście psychologicznym zależy nie tylko od poziomu umiejętności owego respondenta, ale także od jego przynależności do określonej grupy społecznej. Termin ten jest zbliżony znaczeniowo do pojęcia stronniczości testu.

## Powstanie koncepcji DIF
DIF został wprowadzony przez Paula W. Hollanda i Dorothy T. Thayer w publikacji z 1986 r. Differential Item Functioning and the Mantel-Haenszel Procedure. Autorzy zwrócili uwagę na to, że pojęcie zróżnicowanego funkcjonowania pozycji testowej jest bardziej ogólne i zarazem neutralne od pojęcia stronniczości testu. Jest to ważne o tyle, że w wielu sytuacjach, w których ma miejsce DIF, niekoniecznie można mówić o wystąpieniu zjawiska stronniczości testu. Jak to określili Holland i Theyer, badania nad zbliżonymi koncepcjami były prowadzone przez badaczy związanych z Educational Testing Service (Cardall, Coffman, Angoff, Ford, Berk) począwszy od lat 60. XX wieku. 